# りゅうおうのおしごと!
『りゅうおうのおしごと！』は、白鳥士郎による日本のライトノベル。イラストはしらびが担当している。GA文庫（SBクリエイティブ）より2015年9月から2025年7月まで刊行された。GA文庫10周年記念プロジェクト第6弾。当初よりメディアミックスを想定したプロジェクトとして企画されており、ライトノベルの発売開始と同時に漫画の連載、ドラマCD化が並行で進められている。
作中では竜王戦やマイナビ女子オープンなど一部の棋戦が実名で登場するが、大半の棋戦は架空の名称が用いられている。また、作中に登場する棋士については複数の実在する棋士の要素を混ぜており、例えば八一については「プロフィールは糸谷哲郎、棋風は山崎隆之、考え方は渡辺明」という形になっている。現実世界と同様の経緯で女流棋士制度が設けられたことが説明されており、女流棋士も多数登場する。アマチュアのプロ編入に関しては「三段リーグ編入試験」のみが存在しており、女流棋士を含めた「プロ編入試験」は存在していない。

## あらすじ

### 第1巻 - 第5巻
第1巻
主人公の九頭竜八一は、16歳の若さで棋界の2大タイトルの1つである「竜王」を奪取したものの、その後大スランプに陥り、公式戦において11回連続の敗北を喫していた。そんな3月のある日、自宅に帰った八一は、なぜか女子小学生の出迎えを受ける。小学生・雛鶴あいは、竜王戦で八一と交わした約束から、彼の内弟子としての弟子入りを希望する。
これまで弟子を取ることなど考えもしていなかった八一だったが、あいが非常に高い将棋の才能を持つことに気づき、そのまま弟子として彼女を育てることに決める。しかし、世間的にみると師弟が一つ屋根の下で生活する内弟子制度は時代錯誤であり、あいの将棋界入りに反対する両親が娘を連れ戻しにやってくるといった騒動に八一は巻き込まれるが、あいの将棋に対する姿勢は八一の奮起の大きなきっかけとなる。
第2巻
ある日、将棋連盟会長に呼び出された八一は、女子小学生、夜叉神天衣を新たに弟子に取るように依頼される。あいの才能を伸ばすためには同世代のライバルが必要であり、天衣のもつ才能があいと比べて遜色ないと判断すると、彼女をあいのライバルとして鍛え上げることに決める。しかし、偶然天衣との指導現場を目撃したことであいを傷付けてしまった八一は、彼女に詫びるために訪れた師匠邸で、師匠が現在の自分と同じように、弟子を育てるときにどのように悩み考えていたのかを知る。
第3巻
プロ棋士となって初めて迎えた公式戦で負けて以降、連敗を重ねている山刀伐尽八段に勝利するため、八一は振り飛車を学ぶべく、あいと共に《捌きの巨匠》生石充玉将の下で修行を始める。一方、研修会生としての年齢制限が目前に迫り、後には引けない状況に追い込まれていた清滝桂香は、同門の姉弟子である空銀子に研究会を依頼する。そしてそのころ、あいは自分が勝つことで相手が傷つくことを知り、才能を持つがゆえの苦しみを感じ始める。
第4巻
夏休み、あい達は最大の女流棋戦『マイナビ女子オープン将棋トーナメント』に出場するため東京を目指していた。女流棋士やアマチュア強豪が参加する中、あいと天衣は才能を遺憾なく発揮し、順調にトーナメントを駆け上がって行く。一方、その師匠八一は、弟子に隠れて美人女流棋士と将棋番組でイチャイチャしたかと思えば、その翌日は女の子と原宿で手繋ぎデートを楽しんでいた。そして、第30期竜王戦挑戦者決定戦では八一のライバル神鍋歩夢と、永世七冠を狙う名人との対局がはじまる。
第5巻
遂に始まった八一の竜王としての初防衛戦。挑戦者となった最強の名人と戦うべくハワイを訪れた八一だったが、なぜか弟子や師匠までついて来ることになり、雰囲気はまるで一門（かぞく）旅行のよう。そして迎えた対局1局目、自分が優勢と思っていた盤面が、実は劣勢であることを悟った八一は、自身の積み上げてきた将棋観を根底から覆されるような絶望感に支配されてしまう。
さらに、あいと天衣、桂香のマイナビ本戦も始まり、戦いに次ぐ戦いの日々。誰もが傷つき、疲れ果て、将棋で繋がった絆は将棋のせいでバラバラになりかける。八一の3連敗で迎えたあいの実家「ひな鶴」で開催の第4局、八一と名人の対局は思わぬ方向へと進んでいく。

### 第6巻 - 第13巻
第6巻
竜王防衛を果たし、史上最年少で九段へと昇段した八一。また、あいと天衣も女流棋士となり、八一達は順調に新年を迎えたかのように思えたが、それも束の間、さまざまな問題が発生する。そんな中、銀子は女性初の奨励会三段になるための大一番を迎える。その相手は、史上最年少プロ棋士の記録を塗り替える期待を一身に受けつつも飄々としていた天才小学生、椚創多だった。
第7巻
清滝一門の祝賀会でのふとした発言から八一は、師匠である清滝鋼介九段から激しい怒りを向けられてしまう。順位戦――名人へと続く階段で、昇級のチャンスを迎えた八一と、降級の危機にある清滝。師匠の苦しみを理解しつつも八一は己の研究を信じて破竹の進撃を続ける。一方、C級1組への降級の瀬戸際に立たされ、自分が棋力のみならず将棋への熱をも失いかけていたことに気づいた清滝が選んだ選択とは。
第8巻
順位戦が終わり、春休みに突入した八一はあいとともに京都を訪れる。その目的とは、女流六大タイトルの一つ、『山城桜花戦』を巡る挑戦者月夜見坂燎とタイトル保持者供御飯万智の戦いを見守るためだった。
第9巻
女王のタイトル挑戦者となった夜叉神天衣は、両親の墓の前でタイトル獲得を誓う。それは時間とともに失われていく両親との思い出を繋ぎ止めるための悲愴な決意だった。女流棋士たちに「HPが減らないラスボス」とまで言わしめる空銀子の隔絶した棋力と、普段ならばあり得ないミスで一局目を失い自暴自棄となりかける天衣に、八一は、そして特例で観戦記者となったあいはそれぞれのやり方で一門の家族に激励を贈る。
父が自分に遺したモノ、そして一門（かぞく）の真の想いを理解する時、天衣は胸の内に宿る初めての感情に気付いていく。
第10巻
第63期奨励会三段リーグが開幕。三段リーグに女性として初めて足を踏み入れた銀子は、八一をはじめとする多くのプロ棋士が「地獄」と表現する三段リーグの雰囲気に圧倒されるが、八一と対等に将棋ができる四段昇段・プロ入りを目指し、ひたすらに突き進む。
同時期に、こども将棋大会では最大級のイベントである「なにわ王将戦」の開催が開催。JS研の水越澪・貞任綾乃・シャルロット・イゾアールらは好成績を目指して将棋の練習に打ち込むも、その大会には今年の小学生名人戦優勝者・神鍋馬莉愛も出場することになっていた。
さらに女流棋戦では女流名跡戦の予選決勝が開催。決勝に進出し、女流1級に昇級したあいの相手となったのは、およそ「将棋」とは言い難い独特の戦術を行使するデビューしたばかりの女流棋士・岳滅鬼翼だった。八一はその戦いに挑むあいをどう指導するか、また八一やあいに憧れるJS研の皆とどう接すべきかを考える。
第11巻
三段リーグで連敗を喫し、プロ入りが遠ざかってしまった銀子は自暴自棄になり、八一に「殺して」と懇願するなど、精神の均衡を失っていた。そんな彼女の様子を目の当たりにした八一は、銀子を東尋坊と福井の実家に密かに連れて行く。
その旅路の中で思い起こされていく、二人の出会いと歩んだ道。東尋坊で八一から叱咤激励を、福井の実家で八一の家族から歓待を受け、国民栄誉賞受賞記念スピーチでの名人の言葉を聞いた銀子は、その中で自分が目指すべき道を見出し、次の三段リーグ例会に無事参加する。
第63期三段リーグ第11回戦――相手は無敗でトップを突き進む椚創多であり、銀子にとっては、前回は運で勝てたにすぎないという自覚が強い創多との再戦だった。
第12巻
第63期三段リーグも終盤戦。上位陣が星を奪い合う混戦に突入し、銀子は自力での四段昇段が見える位置まで来ていた。一方で他の奨励会員もそれまで積み上げた思いと過去を胸に決死の戦いに挑む。一方で、八一をめぐる恋愛模様にも大きな変化が訪れていた。
そして運命の三段リーグ最終例会の日。この戦いを制し、プロ入りを決める奨励会員は誰になるのか。決着の瞬間はすぐそこまで来ていた。
また、「帝位」タイトル挑戦者決定戦にて名人に勝利し挑戦者の資格を手にしていた八一は同日、現タイトル保持者於鬼頭曜との七番勝負の、最初の戦いに挑んでいた。
第13巻
史上初の女性プロ棋士・空銀子誕生のニュースが日本中を駆け巡った三段リーグ最終日の翌日。
JS研の面々は空港まで乗り物を乗り継いでやって来ていた。それは、この日にヨーロッパへと旅立つJS研メンバーの一人・水越澪の見送りと最後の思い出作りの為であった。

### 第14巻 -
第14巻
銀子のプロ棋士としてのデビュー戦は竜王戦に決定。相手は、自身以上の将棋の才を持つ女流帝位・祭神雷だった。
一方で、八一は帝位戦を戦い続ける間にも進化を続け、帝位を奪取し最年少で二冠に。他の棋士達から畏敬を超えた恐怖でみられるようになっていく。
同時に、八一を巡る人間模様には、激動の波が渦巻き始め、清滝一門は試練の時を迎えていた。
第15巻
体調不良で休場届を出し姿を消した銀子と自分の下を去ったあいを捜索していた八一に、供御飯が接近。供御飯は八一に棋書の出版を提案し、共同で執筆すると同時に、自身の恋愛感情をその中でぶつけていく。
そのころ、あいは関東へ移籍し、鹿路庭珠代と山刀伐と共に将棋を学ぶ傍ら、女流名跡リーグ戦を戦っていた。リーグ戦は大混戦、挑戦者決定は最終戦一斉対局までもつれ込む。混沌のリーグ戦を制し、女流名跡・釈迦堂里奈に挑むのは誰か。
第16巻
初のタイトル戦に臨むあいは女流名跡・釈迦堂里奈との五番勝負に挑む。若さを武器に戦うあいに、それまでの将棋界を背負う存在でもある釈迦堂は老獪さで対抗。勝負は白熱し、最終局までもつれ込む。
一方、師匠の釈迦堂に公衆の面前でプロポーズを行うも拒絶された神鍋歩夢は彼女への同行も拒否される中、今度こそ彼女に認めてもらう為に、名人戦順位戦A級1組リーグ戦の初戦で山刀伐と対局。
その頃、空位となった女王・女流玉座の優勝者決定五番勝負には天衣と奨励会三段・登龍花蓮が登場。かつてマイナビ女子オープンで敗れたリベンジに燃える登龍に、天衣は「百年後の将棋」を見せると宣言し―――。
第17巻
天衣のいう「百年後の将棋」とは、スーパーコンピュータ「淡路」の解析によるものだった。八一は天衣の薦めで密室にこもり「百年後の将棋」を分析し、そこで激しい絶望に襲われる。
一方「プロ編入」を目指すと宣言したあいは、女流枠で参戦した男性棋戦に参戦し勝ち進む。そこで対戦したのはかつて八一に竜王のタイトルを奪われた男、碓氷尊だった。
第18巻
スーパーコンピュータ「淡路」を使って「将棋の解に至った」とする天衣は、その言葉を証明するかのように女王・女流玉座に続き、祭神雷から女流帝位を奪取する。一方、八一は帝位戦で歩夢とタイトルを争うことになった。
公式戦で久しぶりにあいと対局することになった天衣は、あいに「負けた方が将棋を捨てろ」と言う。
第19巻
帝位戦で歩夢に敗れた八一は銀子のもとを訪れる。一方、あいは天衣との対局でダメージを受け回復しきれずにいた。
第20巻
あいの提案するプロ編入試験の是非を決めるための臨時棋士総会が開催される。しかしその場に八一の姿はなかった。竜王戦七番勝負の対局のため海外へ渡航していたためである。

## 登場人物
※声優は、ドラマCD、テレビアニメ共通。

### 清滝一門
九頭竜 八一（くずりゅう やいち）
声 - 内田雄馬
本作の主人公。福井県大野市出身。第1巻時点では16歳。段位は第1巻時点で八段、第5巻で竜王位を防衛（竜王2期獲得）したことにより史上最年少の17歳で九段に昇段。順位戦はC級2組から1組に昇級（第7巻）、16巻時点ではB級2組。第14巻で帝位を獲得し二冠となる。
6歳で清滝九段の内弟子として修行を開始し、小学校3年生のときに小学生将棋名人戦で当時の史上最年少優勝者となる。このとき準決勝で神鍋歩夢を、決勝で月夜見坂燎を破り、さらに供御飯万智と知り合っている。彼らとはそれ以来ずっと交友が続いている。その後奨励会に入り、中学校3年生のときに15歳2か月で史上4人目の中学生棋士としてプロ入り。16歳1か月で当時の竜王であった碓氷尊に挑戦し、フルセットにまでもつれ込みながら奪取、16歳4か月で史上最年少のタイトル保持者。他にも帝位戦リーグ入りを果たすなど順調にキャリアを積み上げてきたが、竜王奪取後から大スランプに陥り、公式戦11連敗を喫する。そんな矢先に雛鶴あいと再会し、紆余曲折を経てあいを内弟子として育てることになる。
少年のころから極めて優れた才能を見せており、関係者からは期待されていた。その例の一つとして、奨励会入会直後の6級のときに月光聖市とアマ名人の記念対局の記録係を務めたが、感想戦で両対局者が気付かなかった23手の即詰みを指摘して一同を驚嘆させている。銀子からは将棋の歴史の中で五本の指に入る才能を持っていると評価されている。居飛車党で相掛かりや一手損角換わりなど、力戦調の棋風を得意とする。
あいの育て方について悩んでいた際、師匠の清滝と同じ道を歩めていたことを知って嬉しさのあまり涙を流すなど清滝のことを心から尊敬している。
女心に疎い一面があり、しばしば致命的とも言える失言をしてしまう。自らに好意を寄せるあいや銀子に対しても、当初はあくまで将棋仲間としての意識しか持っていなかったため、そのせいで騒動に巻き込まれることも多い。数多くの女子小学生に囲まれているという境遇に置かれていることから、周囲からしばしば「ロリコン」「ロリ王」「ロリキング」「クズ竜王」と揶揄される。しかし本人は桂香に惚れており関係を発展させたがっているが、桂香からは弟扱いしかされない。
雛鶴 あい（ひなつる あい）
声 - 日高里菜
本作のヒロインの一人。第1巻時点では9歳（小学3年生）。好きな戦法は相掛かり。石川県七尾市にある和倉温泉の旅館『ひな鶴』を経営する夫妻の一人娘。前年に『ひな鶴』で行われた竜王戦第七局で、勝利への重圧から廊下に倒れていた八一に水を差し出したことで八一と知り合う。
元々祖父が将棋好きだった影響で家に将棋盤や棋書などが一通り揃っていたこともあり、八一の将棋を見たことを機に将棋を始めたところ、わずか3ヶ月で『将棋図巧』の詰将棋を全問解くほどの棋力を身につける。しかし両親（特に母親）は将棋が嫌いで、将棋を続けることを反対されたため、学校が春休みに入ったのを機に大阪に向かい、面識のある八一の家に押しかけた。紆余曲折はあったものの最終的に内弟子としての弟子入りが認められたため、春休みが終わると同時に正式に八一の家に引っ越し、学校も大阪の小学校に転校している。
元々将来的に温泉旅館を継ぐ前提で両親からの教育を受けており、9歳ながら家事は一通りこなせる。特に料理は「佃煮を海苔から自作する」「あいの作った金沢カレーを食べた八一が、あまりの旨さに意識を飛ばす」などかなりの腕前。
八一が隠し事をしている時は自白剤を本気で購入しようと考えたり、嘘をついていた八一から「どうしたら信じてくれるの?」と聞かれた際に「拷問します」と返答するなど、ヤンデレの気質が有る（作者曰く「実は作中で一番ヤバい子」）。また、順位戦の聞き手という公の場で八一の巨乳好き疑惑について糾弾したり、親しい女性を全員リストアップして提出しろと八一に迫ったりと、かなり嫉妬深い一面がある。とはいえ八一の一番弟子として八一に献身的に尽くしており、普段から家事を完璧にこなすだけでなくタイトル戦でも八一の精神的支えとなり、竜王防衛に大きな貢献をした。
詰将棋で鍛えたプロ棋士顔負けの終盤力を武器とするが、逆に序盤には穴があり、女流棋士との対局ではそこを突かれて劣勢に立たされることが多い。だが、師匠である八一は「あいの終盤力は序盤で劣勢に立たされているからこそ発揮される」と見抜いており、必要最低限の基礎は教えているが、あえて序盤に関する指導は行っていない。
感情が昂ると金沢弁が出る癖があり、特に八一が他の女性に対して好意を示した際に「ししょーのだら！」、恋と将棋双方のライバルである銀子に対して「だらぶち」と出る。
空 銀子（そら ぎんこ）
声 - 金元寿子
本作のヒロインの一人。八一の姉弟子（ただし弟子入りの時期は2週間しか違わない）。大阪府出身。第1巻時点では14歳（中学2年生）で奨励会二段、女流二冠（女王、女流玉座）だったが、その後15歳で女性として史上初の三段への昇段を果たす。
2歳で将棋の駒の動かし方を覚え、4歳で清滝九段の内弟子になる。小学校2年生で小学生名人戦で優勝し、八一の最年少記録を塗り替え、翌年奨励会入会。11歳で奨励会在籍のまま女流二冠となる。女流棋士との対局では公式戦58戦無敗（第9巻時点）という圧倒的な強さを誇る。その新雪のように積み重なった白星、また自身の銀髪や整った容姿から、13歳のときにテレビの取材を受けた際に付けられた「浪速の白雪姫」というキャッチフレーズが一般にも定着しており、街を歩いているとサインを求められることも多い。
髪にはいつも、八一から贈られた雪の結晶デザインの髪飾りをつけている。タイトル戦で和装する際にも外さないほどで、本人もまんざらではないようだが、八一は「髪飾りをつけているのは自分への嫌がらせ」と本気で思い込んでいる。将棋界では多くの人間から「八一の（将来の）嫁」として認識されているものの、八一と面と向かう際には基本的に好意を表に出さず、二言目には「死ね」「頓死しろ」と暴言を吐き、気に入らないことがあれば手や足を出す、雑務を押し付けるなどの扱いから八一からは怖い人として認識されている。
性格はかなり頑固で極度の人見知り。また料理が大の苦手。幼いころに心臓関連の難病（心室中隔欠損症と推定される）を患っていた影響で身体が少し弱く、特に夏を苦手とする。あいに対しては悪感情をあからさまにしており、あいを弟子に取ることについても一門の中で最後まで反対していた。
趣味はサッカー観戦。特に監督の指示やゴールキーパーのコーチング、サポーターの応援が選手（特にメンタル面）に与える影響などに注目して観戦することが多い。
将棋の実力は、八一については「将棋の歴史の中で間違いなく5本の指に入る」と評価する一方で、自らの才能については「女の将棋指しの中では史上最強かもしれないが、男性棋士を含めたら上位千人にも入らない」と自己分析している。生まれつき将棋の才能に恵まれた棋士（八一やあい）を「将棋星人」、そうでない棋士（自分や桂香）を「地球人」と呼んでいる。
『このライトノベルがすごい！』女性キャラクター部門では2019年版で4位、2020年版で2位を獲得している。
清滝 鋼介（きよたき こうすけ）
声 - 関俊彦
八一・銀子の師匠。第1巻時点では50歳。段位は九段で、順位戦はC級1組（7巻でB級2組から降格）竜王戦は2組。タイトル獲得経験はない。順位戦では苦労しており、C級2組で9勝1敗という成績でありながら順位の差のいわゆる「頭はね」で昇級できなかったことが複数回ある。坂井十三九段を師に持ち、月光は兄弟子にあたる。
娘の桂香が幼いころに妻を亡くし、その後自身の母も死去してからは娘と二人暮らしだったが、4歳の銀子と6歳の八一を内弟子に取る。なお、この弟子の取り方については何かしらの理由がある模様で、本人以外にそれを知るのは娘の桂香のみ。弟子である八一と銀子を実の子供のように大切に思っており、二人からの信頼も非常に厚い。また孫弟子にあたるあいのことも非常に可愛がっており、家出期間後に八一があいを引き取りに来た際には泣き崩れて拒否していた。
将棋大会の指導対局で角落ちの将棋をしたことが八一との出会いで、大人相手にも勝ちまくっていた八一を相手に、接戦を演出しつつ勝利するというプロの技術を見せて八一の憧れの存在となった。それ以後八一は清滝の指導対局ばかり受けるようになりそのまま弟子入りするが、清滝自身は最初から八一の持つ巨大な才能に気づいていたため自分が八一を育てることに気後れし、月光に弟子入りさせようと考えていたことを後に八一に明かす。しかし、竜王戦で名人と激戦を繰り広げる八一を見ながら、月光に「今でも私に彼を預けようと思いますか？」と尋ねられた際には「自慢の息子です。誰にも渡すわけがない」と返している。
普段は割と常識人なのだが、将棋に関しては「八一との対局に負けた腹いせで、関西将棋会館の窓から放尿」「八一の竜王奪取記念で、旅館のロビーで裸踊り」「立会人であるにもかかわらず対局開始直前になってトイレに行き、その間に対局が始まってしまった挙句『走れメロス』のような半裸の格好で飛び込んできて即座につまみ出される」など、変人的な行動が目立つ。ソーシャルゲームにはまり、課金を重ねる一面もある。
揮毫の文字は「俺の全盛期は明日」。
清滝 桂香（きよたき けいか）
声 - 茅野愛衣
本作のヒロインの一人。清滝九段の一人娘。大阪府出身。名前の由来は桂馬と香車から。第1巻時点では25歳で、研修会C2クラスに在籍していた。師匠の娘という立場もあって、八一・銀子が普段から何かと世話になっており、銀子が唯一心を開く人物。八一曰く「隠れ巨乳」で、八一は何度となく男女の仲を目指してアプローチしているが、桂香からは弟扱いでまるで相手してもらえていない。
子供のころに父から将棋を教えられたものの、一度将棋を嫌いになってやめ、将棋を本格的に始めたのが高校3年生からのため、弟子としては八一・銀子の妹弟子となる。今では初恋の相手が将棋であると語るほど、女流棋士となるため真摯に将棋に向き合っているが、成果を出せずに苦しむときもあった。
女流3級の資格を得られるC1クラスへの昇級がなかなか実現できず、そうこうしているうちに研修会の年齢制限が近づいてきていることに焦りを感じている。
作者自ら「私の全てを背負ってもらいました」と語るほど思い入れの深いキャラ。モデルは女流棋士の飯野愛であることが明らかにされている。
夜叉神 天衣（やしゃじん あい）
声 - 佐倉綾音
本作のヒロインの一人。第2巻より登場する「もう一人のあい」。初登場時点では9歳。神戸市の豪邸に祖父の弘天と暮らしている。JS研のメンバーからは（あいとの区別のため）「天ちゃん（てんちゃん）」と呼ばれている。父親は元アマチュア名人の夜叉神 天祐（やしゃじん たかひろ）、母親も大学時代将棋部に在籍しており、将棋が縁で結婚したという家庭のため幼少時から将棋に親しんできた。その両親が事故で亡くなり祖父の元に引き取られたが、祖父に甘やかされて育ったため、典型的な「高飛車なお嬢様」キャラとなってしまった。
元々は月光の門下だったが、月光から「研修会に入会するまで」という条件で八一に預けられ、最終的に八一自ら弟子に取ることを決意する。実は元々八一とも浅からぬ縁があったことが後に判明する。棋風は緻密な序盤戦術を活かした徹底的な受け将棋。好きな戦法は後手番一手損角換わりで、研修会で桂香に指された時は逆上してしまうほど思い入れがある。メディアからは「神戸のシンデレラ」の異名で呼ばれている。
普段の言動はお嬢様そのものだが、その言動の裏には八一や清滝一門への思いやりが非常にこもっている。しかし、それを指摘されると恥ずかしがって否定する（いわゆるツンデレ）。女流棋士デビュー後は、指導対局や聞き手の仕事において、大人のプロ棋士・女流棋士にも引けを取らない力をみせる。
祖父により、「天衣が悲しい顔をするから」と、父親の使っていた将棋盤・駒、父親の書いた棋譜などを死後全て処分されてしまっていたが、鏡州らの伝手を使って探し出した父親の筆跡（棋譜）を使った将棋駒を八一からプレゼントされると、それまで内に秘めていた父親への想いが弾け号泣してしまった。
いわゆる歴女の一面があり、人間将棋企画の下見のため関ヶ原古戦場跡を訪れたときは大谷吉継好きであることが判明した。また徳川家康については、島津に打ち倒されれば良いと思うほど嫌い。
「天衣」という名前の表記は、作者が佐藤康光のファンだったため、佐藤の棋風である『天衣無縫』から拝借したという。
『このライトノベルがすごい！』女性キャラクター部門では2019年版で9位を獲得している。

### JS研
八一のアパートに集まる女子小学生たちによる研究会。第2巻特装版のドラマCDでは、「JS将棋アイドルユニット」の結成を将棋連盟の上層部から命じられ、「なにわ筋将棋通り」のグループ名でイベント等に登場している。
雛鶴 あい（ひなつる あい）
水越 澪（みずこし みお）
声 - 久保ユリカ
あいが初めて棋友となった、元気いっぱいでショートヘアの女の子。あいが大阪に転校してきてからは小学校も同じクラスとなった。JS研ではリーダー格。父親が薬品関係の仕事をしている模様。
研修会E1クラス在籍。暮坂七段の門下生であり、戦型は居飛車、振り飛車ともにこなすオールラウンダー。あいと天衣がそろって女流棋士になったことを機に、自らも女流棋士を目指すことを八一に告げた。
12巻で父親の仕事の都合によりヨーロッパに移住することになった。
貞任 綾乃（さだとう あやの）
声 - 橋本ちなみ
京都府京都市出身のお嬢様風のキャラでJS研では参謀格。シャルロットの保護者役。研修会F1クラス在籍。加悦奥大成七段の門下生であり、供御飯万智の妹弟子にあたる。あいの研修会入会試験で一番手に平手で戦い、34手という短手数で詰まされる。
姉弟子の供御飯から腐女子属性を仕込まれたらしく、特別編では薄い本を関ヶ原に持ち込み、大谷吉継と石田三成の関係について天衣と激論となった。
シャルロット・イゾアール
声 - 小倉唯
本作のヒロインの一人。第1巻時点では6歳。京都のフランス人学校に通っている。漫画『NARUTO』を読んで将棋に興味を持ち、京都市内で加悦奥七段が開く将棋教室に通うようになった。まだ研修会には入会しておらず、腕前はアマチュア1級。
一人称は「しゃう」で、周囲からは「シャルちゃん」と呼ばれている。八一への弟子入りを希望したところ、「棋力不足」と判断され弟子入りを認められず泣きそうになったが、シャルロットを傷つけないように配慮したつもりの八一から「弟子の代わりにお嫁さんにしてあげる」と言われ、一転して喜んだ。だが、裏では八一に認めてもらうべく、供御飯の元へ密かに通い続け、将棋の腕を磨いている。
特別編では関ヶ原で忍者姿の現地職員を見て「ねおしゃいたまでおーがにっくすしたべゆんだよ」と発言しており、『ニンジャスレイヤー』も好きである模様。

### 棋士
神鍋 歩夢（かんなべ あゆむ）
声 - 岡本信彦
関東所属の将棋棋士。第1巻時点では18歳。段位は六段。竜王戦は6組、順位戦はB級2組。八一とは幼少時からのライバルかつ親友と呼べる存在で、八一が小学生名人戦で優勝した時の準決勝で八一と対局した。八一より1年早く一期抜けで四段に昇段し、棋士になってからはネットを通して八一と頻繁に研究会をしている。八一や銀子、妹の馬莉愛と違い、小学生名人戦では優勝できなかったため、そのことに少しコンプレックスがある。
初登場時は「帝位戦リーグ入り、年度の連勝賞と勝率一位賞が既に確定」など、八一とは対照的に好調を維持したまま、帝位戦紅白リーグの八一との対局に乗り込んできた。
中二病気質があり、自らを「ゴッドコルドレン」、昼食によく注文する親子丼を「不死鳥（フェニックス）と聖卵（イースターエッグ）の混沌（ケイオス）」など、独特の用語で呼ぶ。対局中もその調子で喋りまくる。マントを身に着けて対局するなど、ファッションセンスも独特である。実家が葛飾区の豆腐屋で、かつつい最近まで高校生だったこともあり、夜になると眠くなりやすいため長時間の対局に弱い。
師匠は釈迦堂里奈女流名跡。男性のプロ棋士が女流棋士を師匠に持つ珍しいパターンで、本人も「（師匠が）理想の女性」と公言している。 幼少期は軽度のディスレクシアがあり、準決勝で八一に敗れた小学生名人戦の感想戦で喋る事が出来ずにいたところを、立会人として訪れていた釈迦堂に助けてもらい、弟子入りを志願したのがきっかけ。
竜王にはなったものの順位戦ではなかなか昇級できていない八一とは対照的に、C級2組、C級1組ともに全勝で昇級しており、八一同様将来の名人候補と目されている。その成績の原動力は、順位戦のクラスが現代よりも重要視されていた時代をよく知る、師匠の指導方針によるものである。
佐藤天彦がモデルである。
久留野 義経（くるの よしつね）
声 - 間島淳司
研修会幹事のプロ棋士で、段位は七段。順位戦はB級1組。《久留野ワールド》と呼ばれる独特の感性を持ち、他の棋士から怖れられる。本気の際はマイナスイオン発生装置など「対局七つ道具」と呼ばれる道具を用いる。
月光 聖市（つきみつ せいいち）
声 - 速水奨
日本将棋連盟会長で、段位は九段。第2巻時点で50歳。史上2人目の中学生棋士。兵庫県神戸市出身。坂井十三九段を師に持ち、清滝鋼介にとっては兄弟子である。十七世名人の有資格者、竜王戦1組以上22期、順位戦A級以上32期（第2巻現在も在籍中）、タイトル獲得計27期、一般棋戦優勝22回、という超一流棋士。20代で遺伝性の大病を患い失明したにも関わらず、50歳という年齢まで順位戦A級の地位などを維持している。将棋盤に駒を並べることが困難なため、対局の際は秘書がサポートにつく。また、著名な詰将棋作家でもあり、あいの誕生日には詰将棋を模したケーキを贈っている。
現名人が初の七冠を達成した前年、六冠を達成していた名人をフルセットの末に下して七冠達成を一年遅らせ、当時発生した阪神淡路大震災によって打ちひしがれた関西の人々に希望を与えた。かつて名人だった頃に、アマ名人だった天衣の父親と角落ちの記念対局をしており、彼の実力を高く評価した。
通常は常識人として振る舞っているが、「『ひな鶴』での竜王戦の前夜祭を疑似結婚披露宴にすることを認める」「八一の竜王就位式で、あい・天衣・銀子の3人からの花束贈呈を用意し、八一に一人を選ばせようとする」など、八一が絡む案件について裏で仕掛け人となるようないたずら好きな面もある。
生石 充（おいし みつる）
声 - 興津和幸
段位は九段。3巻時点で38歳。現役のタイトルホルダー（玉将）で、段位は九段。順位戦A級在籍12期（在籍中）、竜王戦1組、タイトル獲得計6期というトップ棋士の一人。大の振り飛車党で、将棋界では「振り飛車党総裁」「捌きの巨匠（マエストロ）」の異名で知られる。
大阪・京橋で将棋道場を併設した銭湯『ゴキゲンの湯』を経営しているが、店を空けて護摩行などに出かけることが多く、店の運営は基本的に一人娘の飛鳥（あすか）に任せっ切り。
関西将棋会館に対局以外で顔を出さない一匹狼として知られていたが、銀子を高く評価しており共に研究会を行っている。さらに八一に振り飛車の「捌き」を教えた後は改めて八一の才能に驚嘆し、八一も研究会に誘うようになる。玉将戦の挑戦者となった於鬼頭曜の対策に悩んでいたところ、八一から研究の効率を上げるためソフトを使うことを勧められるが、コンピューターに詳しくないため渋っていた。ソフトを活用するようになってからは、振り飛車のみならず、居飛車も指すようになり、勝率も上がった。
6巻〜9巻にかけて行われた玉将戦七番勝負で於鬼頭の挑戦を受け、大熱戦のすえタイトルを失い無冠となった。
山刀伐 尽（なたぎり じん）
声 - 津田健次郎
段位は八段。山形県出身。3巻時点で38歳。順位戦はA級、竜王戦は1組。師匠は鬼首寿九段。八一のデビュー戦の相手。デビュー戦での黒歴史級の敗北を含め2連敗を喫したことや、オネエ疑惑からいろいろな意味で八一の苦手人物。
棋風はオールラウンダーで、異名は「両刀使い」。生石とは同世代で、生石曰く「俺達の世代じゃめちゃめちゃ弱かった」「あんな才能の無い奴」という遅咲きの棋士だが、徹底的な研究で現名人の研究パートナーとなり、トップ棋士の一人に上り詰めた。またあいの終盤力の高さにも目をつけ、あいがまだ大阪にいた頃からネット上で研究会を行っており、あいの関東移籍後は頻繁に練習将棋を指している。
釈迦堂とは浅からぬ縁があり、自身のプロデビュー戦も含めて彼女には公式戦で3戦全敗している。また、釈迦堂の策略で議題に上がった「女流四段以上の女流棋士に連盟正会員の資格を与えるか否か」を決める棋士総会では、「釈迦堂は自分含めたここにいる棋士達の大半より強いのだから男の弟子を取っても問題ない」と意見を述べた棋士の中で唯一賛成意見を述べ、僅差で議案は可決された。これによって釈迦堂は歩夢を弟子にできるようになった。
地方での出張将棋教室で鹿路庭珠代と出会い、一から将棋を教える。鹿路庭の上京の際も面倒を見ており、現在はマンションの隣同士の部屋に住んでいる。
篠窪 大志（しのくぼ たいし）
段位は七段。初登場時点で23歳。慶應大学を首席で卒業、テレビのニュース番組でもコメンテーターを務め、ファンの間では「王太子」の愛称で呼ばれるイケメンエリート。22歳で初タイトルとなる棋帝を奪取するが、翌年の棋帝戦で名人に3連敗し奪われた。
鳩待 覚（はとまち さとる）
段位は五段。順位戦はC級2組。体格はかなり大柄。関東奨励会の運営幹部を務める若手棋士で、奨励会員時代の八一や歩夢も彼の世話になっていた。
奨励会幹部として夢破れて奨励会を去る数多の奨励会員を見送って来た。岳滅鬼もその中の一人で、彼女が2級で退会することになった際、彼女の才能を高く評価していた彼は「2級以上の女性奨励会員の女流棋士編入」の規定を教え、彼女を女流棋士デビューさせた。
於鬼頭 曜（おきと よう）
初登場時は帝位のタイトル保持者。その後生石から玉将のタイトルを奪い一時は二冠となったが、八一に帝位を奪われ玉将一冠となった。順位戦はA級、竜王戦は1組。無口。北海道稚内市出身。
「コンピュータ将棋に負けた初めてのプロ棋士」として有名で、当時は将棋ファンから非常に叩かれた。過去に何らかの事件に巻き込まれたことが示唆されており、それによりタイトルもA級の地位も失い、プロ棋士としてのプライドも信用も失い命すらも失いかけたとされる。
結婚はしたことがないが、かつての交際相手との間に子供がいる。その子供とは祭神雷のことであった。
二ツ塚 未来（ふたつづか みらい）
関東所属で、段位は四段。19歳。順位戦はC級2組。崇拝と呼べるレベルで於鬼頭に私淑しており、記録係も彼の対局しか行わない。「ソフトとしか研究せずに奨励会を抜けてプロになった」と豪語する程に将棋ソフトを熟知しており、「ソフト翻訳者（トランスレーター）」の異名で知られる。
波関（なんぜき）
段位は五段。現在は関西奨励会の幹事を務めている。当時銀子が小学2年生で奨励会を受験した際、二次試験で対局した。銀子に敗北寸前まで追い込まれるも、彼女が心臓発作で倒れて搬送されたため、時間切れという形でかろうじて勝利。その時彼は中学2年生だったため、銀子からは「中二」と呼ばれて、因縁の相手として激しくマークされる。昇段を決める対局では必ずと言っていい程彼女とあたっていた。
当時の対局において不慮の事故のような形で、銀子から勝ちを拾ったことを気にしており、その罪滅ぼしとして、奨励会で空の対局があった際、自身の後輩にあたる八一に彼女の結果を伝えている。
蔵王 達雄（ざおう たつお）
段位は九段。第6巻時点で80歳という現役最年長棋士。タイトル獲得4期。日本将棋連盟関西本部総裁（蔵王のために作られた終身名誉職）を務める。順位戦はC級2組だが、高齢による棋力・体力の低下のため、6巻で行われた順位戦限りで現役を引退することを明らかにしている。『ナニワの帝王（ドン）』の異名を持ち、非常に酒に強い。
詰将棋作家でもあり、さらには歌手デビューしたりプロレスの解説者をしたりと、多芸多才な人物。順位戦の最終局で八一と対局した際には八一の知らない古い定跡を巧みに使いこなし勝利し、未だ実力に衰えがない様子を見せた。
碓氷 尊（うすい たける）
段位は九段。かつて竜王のタイトルを保持していたが、八一の挑戦を受けて敗れタイトルを奪われた。現在は順位戦でもB級2組まで落ちている。
本人は振り飛車党であるが、八一との七番勝負では居飛車を採用していた。
名人
声 - 井上和彦
タイトル獲得99期・永世六冠（共に第4巻時点）を誇り、棋士から「神」と呼ばれるほどの最強棋士。史上3人目の中学生棋士。山刀伐を研究パートナーとしている。名人・玉座・盤王の3タイトルに加え、第4巻で棋帝を奪取し四冠を保持している。持ち時間の長い将棋では盤上真理を追究しようとする人物であり、そのため相手が悪手を指すと、自分が有利になるにもかかわらず露骨に落胆して苛立ちを見せる。
氏名並びに素顔は明らかにされていないが、「白髪交じりの中年男」「八王子の新興住宅地育ち」「娘が二人いる」などの描写がある。
アニメでは最後の敵という立場上、完全な顔出しなしというわけには行かなかったので素顔が起こされ、最終話でお披露目となった。また指が震える描写も見られる。キャラクター原案のしらびによると「わざと資料を見ないで描き」「似せるつもりはなかった」が「羽生みには勝てなかった」という。
モデルは羽生善治である。作者は「羽生を出さないことによって、羽生を登場させる」ために、文字媒体ということを逆手に取って、名前も顔もセリフも出さず、ただ名人とだけ呼ばれる最強の棋士のイメージを読者らの想像に委ね、「羽生をモデルにしたキャラクターではなく、羽生そのものを登場させる」ことを試みたのである。その意図はアニメ化にあたって如実に現れ、前述のとおり、しらびが「羽生みに勝てなかった」通りに名人は羽生の生き写しになり、アニメスタッフすらも名人の仕草は羽生のそれを描いていた。

### 女流棋士
月夜見坂 燎（つきよみざか りょう）
声 - Machico
女流玉将。東京都調布市出身。八一より2歳年長で、供御飯や歩夢と同年である。小学校5年生のときに小学生名人戦の決勝で八一に敗北し準優勝する。表彰式後、悔しさのあまり八一を殴っている。八一との再戦を期すが、八一が奨励会に入ったために叶わなかった。その後、女流棋士となるが、女流棋戦を休会して八一を追いかけるように中学2年生で奨励会5級となるも、翌年6級で退会。以後は女流棋士に復帰してタイトルも取るなど活躍しつつ、今も八一と公式戦で対局することを目指している。
防御不要の速攻を得意とし、通称「攻める大天使」。しゃべり方は一人称が「俺」のヤンキー口調で、実際「単車は高校時代から乗っていた」が、当時運転免許を持っていなかった疑惑がある（少なくとも「今は持っている」とのこと）。なお、四輪の免許は持っていないと明言している。尾崎豊が好きで、自らの得意戦法の横歩取りを尾崎の歌に例えたりもしている。
関東所属だが、用もないのに関西将棋会館の棋士室にいることが多く、単行本巻末の感想戦は八一と月夜見坂・供御飯の3人の絡みとなるのが恒例となっている。
供御飯 万智（くぐい まち）
声 - 千本木彩花
山城桜花のタイトルホルダー。師匠は加悦奥大成七段。京都府京都市出身。巨乳。小学校5年生の時に小学生名人戦で準決勝に進むが、詰みを見逃して月夜見坂燎に敗れ涙を流す。しかし、八一に決勝を見るように誘われ、直後の決勝戦で八一が見せた独創的な将棋に魅了されるも、八一のような正棋士になる才能は自分にはないと自覚したため、女流棋士かつ観戦記者として少しでも八一の近くで彼の将棋を理解できる立場を目指した。子供のころからのライバルである月夜見坂とは今も仲が良いが、月夜見坂とは違い奨励会に挑戦しなかったことに若干のコンプレックスを抱いている。
戦型は穴熊囲いなどを得意とし、通称「嬲り殺しの万智」と呼ばれる。かつては様々な戦型を使用していたが、先述の小学生名人戦準決勝での敗北がトラウマとなって、ミスをしなければ勝てる穴熊を多用するようになった。実家が京都の公家というお嬢様で、普段から京都弁丸出しのおっとりとした口調だが、一方で第2巻では「将棋盤の星の有無」を巡る口喧嘩で購入したばかりの新車を賭けるなど、勝負師としての大胆さを持ち合わせる。腐女子でもあるらしく、妹弟子の綾乃に薄い本を渡したりしている。現役女子大生で文学部に在学中。
八一をからかうような言動の裏には、小学生名人戦以来抱いている八一に対する強い執着があり、小悪魔的に八一を惑わしたり、観戦記者として八一の将棋を眺めていることが多い。
鵠（くぐい）
供御飯が将棋ライターを務める際のペンネーム。関西では「鵠＝供御飯」であることが知られているが、関東ではほとんど知られておらず、 月夜見坂もそれを知った際に驚いていた。観戦記者モードの際は普段の和装に京都弁は鳴りを潜め、スーツに標準語となることが多い。
釈迦堂 里奈（しゃかんど りな）
声 - 大原さやか
女流六段でタイトル獲得51期を誇る。神鍋歩夢・馬莉愛兄妹、岳滅鬼翼の師匠。神奈川県鎌倉市出身。年齢不詳。亡き師匠は足柄貞利九段で、元真剣師。
約30年間、女流名跡のタイトルを保持している。女流四タイトルの永世位を獲得し、一時は全冠独占も達成したことから「永遠の女王“エターナルクイーン”」と呼ばれている。 一方で「シュネーヴィットヒェン（ドイツ語で『白雪姫』）」という独自のファッションブランドを率いており、原宿の通称『ブラームスの小径』沿いに、結婚式場やスタジオとしても使えるブティックを構える。生まれつき片足が不自由。
女流棋士会の会長を務めている。女流棋界を自ら育ててきたという自負を持つが、男性プロ棋士と比較して女流棋士が弱い現状を踏まえ、だからこそ心の強さが必要だと説く。銀子とはしばしば研究会を共にしており、彼女が女性初のプロ棋士になることを期待している。銀子に触発されて女性のプロ棋士が増えれば、結果として自身が心血を注いできた女流棋士制度が無くなっても構わないとすら思っており、「実力のない女流棋士は不要」とも発言している。
文字通り「人生の全て」を費やして得た膨大な研究から得た「自分だけしか知らない局面」の経験値が真の武器で、全盛期は山刀伐や生石といった現在のトップ棋士にも勝利している。一方で、嘗て恋仲にあった清滝には一度も勝てていない。
祭神 雷（さいのかみ いか）
声 - 戸松遥
女流帝位のタイトルを持つ。岩手県奥州市出身。4巻時点で17歳。通称「捌きのイカヅチ」。その異名通り、得意戦型は振り飛車。自らの求めるもののためなら手段を選ばないエゴイストで、釈迦堂からは「魔物」と呼ばれその存在を疎まれている。
将棋の才覚には特筆すべきものがあり、女流枠で出場したテレビ棋戦では、僅か46手で持ち時間を一分も消費せずベテランプロ棋士を撃破したのをはじめ並み居るプロ棋士から勝利を挙げるなど、才能だけなら空銀子すら上回ると自他ともに認める実力の持ち主。女流棋戦に満足できなくなり、女性初のプロ棋士になると明言していた。
鹿路庭 珠代（ろくろば たまよ）
声 - M・A・O
関東所属の女流二段。静岡県沼津市出身。4巻時点で20歳。通称は「たまよん」。師匠はブルーノ・レドモンド九段。
現役の女子大生でルックスもよく、かつ巨乳であることから、ニコニコ生放送では「彼女が聞き手を務めると視聴者数が10万人増える」と言われるほどで、現役の女流棋士では銀子に次ぐ人気を誇る。一方で彼女が参加した研究会が長続きしないことから、棋士の間では「研究会クラッシャー」と呼ばれている。
前述の通り山刀伐と隣同士の部屋に住んでおり、家事はほぼ山刀伐に任せっきりで山刀伐を「ジンジン」と呼ぶほど親しい仲ながらも、それを知った八一から「結婚しそう」と言われた際には、二人そろって即座に素のリアクションで否定しているという友人のような間柄である。
明るく前向きな言動を心掛けているが怒ると棘のある口調に代わるなど裏表の激しい性格の持ち主でもある。一方で本来の彼女は勝気でプライドは高いものの、大切なことのために本気で頑張れる女性であり、特に将棋に対する思いは本物である。
彼女なりに女流棋士の活動に誠意をもって携わっており、プロ棋士の研究会に参加するのも強くなりたいという思いからだが、その恵まれた容姿ゆえに逆にその努力がなかなか理解されないことに不満を持っている。相手がプロであっても物怖じせず教えを請うなど彼女なりに本気の努力を費やしているが、周囲からは婚活状態にしか映らないなど将棋の世界独特の価値観に甘んじない姿勢が周囲から孤立する原因となっている。
その姿や将棋に対する周囲からの見え方から「プロ女流棋士」と揶揄も混じった異名がついているが、女流棋士の現実を知る彼女はこの異名を気に入っている。SNSでは他の女流棋士の地元の特産品を紹介したりと、女流棋界全体への貢献を常に考えており、そんな彼女の姿を陰ながら評価する女流棋士は少なくない。
花立 薊（はなだち あざみ）
女流五段。茨城県出身。理論と勝負勘を掛け合わせた合理的な戦術で感想戦は殆ど行わないことと、嘗てあった何者も寄せ付けない雰囲気および出身地から、現在はそう呼ばれることはあまりないが「茨姫」の異名で呼ばれていた。
マイナビ女子オープンが創設されたその年に優勝し、初代女王となる。その後女流玉座も獲得し、釈迦堂の後に女流棋界を引っ張る存在と嘱望されたが、後に当時11歳の銀子にストレート（3連敗）で敗れてどちらも奪取され、無冠となる。その後は銀子に勝つことを目指し、彼女のスタイルや外見を真似ていたが、それで体と心の均衡を崩し、師匠に止められる。それでも「銀子になること」を止められなかったが、後に夫となるプロ棋士に「たとえ将棋をしていなくても、僕は君自身が好きだ」と言われて自分の過ちに気付いた。
岳滅鬼 翼（がくめき つばさ）
女流1級。大分県出身。釈迦堂里奈門下。月夜見坂や供御飯よりも2歳年上で、髪を無造作に伸ばした根暗な外見をしている。小学生名人戦史上初の女子優勝者であり、その実績を以て女子では初めて小学生で奨励会入会を果たす。当時女子の将棋人口が現在より圧倒的に少なかった中、男子に混じって活躍していたことから「不滅の翼」の異名で呼ばれていた。その姿は月夜見坂や供御飯、鹿路庭ら多くの女流棋士の尊敬を集め、初代女王である花立も、「もし奨励会に入らずに女流棋士になっていたら、初代女王は間違いなく私でなく彼女だった」と高く評価していた。
奨励会時代は「方言が出ると田舎者扱いされる」との思いから標準語を話していたが、女流棋士への転向後は大分訛りが混じるようになっている。
恋地 綸（こいじ りん）
女流四段。岳滅鬼と同年代で、鹿路庭とは親友。1期のみだが女流タイトルを獲得している。将棋は父親から教わったが、その内容は、「負けた際に公衆の面前で娘を怒鳴り、それを見た次の対局相手が彼女を気遣ってわざと負ける」「女流タイトルを獲得した際の祝賀会で「もうこれ以上父に怒鳴られて将棋をしなくてもいい」とスピーチした」等、スパルタを通り越した大変厳しいもので、鹿路庭には「パワハラ」と評された。将棋の才能については、その父から「岳滅鬼程の才能はない」と判断されており、ゆえに奨励会には入っていない。
女流タイトルを獲得したのは月夜見坂や岳滅鬼が奨励会に在籍していた時期なので、一部からは「偽物のタイトル」と厳しい評価を受けており、本人もそれを否定していないが、タイトル獲得どころか挑戦にも縁がなかった鹿路庭にはタイトル経験がある事を激しく羨望されている。
焙烙 和美（ほうらく かずみ）
声 - 渡邉佳美
女流三段。群馬県出身。将棋は荒く、勝つ時はすごい勢いで勝つが、負ける時はすごい勢いで自爆することから「群馬の爆弾」「自爆女」と呼ばれている。A級八段のプロ棋士にも勝利したことがある。マイナビ女子オープンチャレンジマッチ一回戦で桂香と対局する。
杓子 巴（しゃくし ともえ）
女流二段。高知県出身。三十代。マイナビ女子オープンチャレンジマッチ一回戦であいと対局する。
左右口 翠（うばぐち みどり）
女流三段。山梨県出身。34歳。居飛車党である。マイナビ女子オープン一回戦で天衣と対局する。
粥新田 麗（かゆにた れい）
女流三段。タイトル挑戦経験もある。マイナビ女子オープンチャレンジマッチ四回戦で天衣と、敗者復活最終戦では桂香と対局する。
旗立 朝日（はたたち あさひ）
女流1級。現役東大生で将棋を始めたのは高校からと晩学派である。マイナビ女子オープン予選一回戦であいと対局する。
鞨鼓林 すゞ（かっこばやし すず）
女流五段。67歳。マイナビ女子オープン出場者では最年長。予選一回戦で天衣と対局する。ベテランゆえに投げっぷりがよい。
香酔 千（こうずい せん）
女流3級。奈良県出身で27歳。桂香のかつての修行仲間であるが、女流3級になると同時に関東に移籍した。しかし移籍後は敗戦続きで、女流2級への昇級が果たせないまま2年間の期限が切れようとしていた。

### 奨励会員
鏡州 飛馬（かがみず ひうま）
第6巻時点で29歳。奨励会三段。宮崎県出身。奨励会員ながら新人戦で優勝した経験がある。三段になったのは八一よりも早かったものの、未だに三段リーグを抜けられていない。奨励会の年齢制限（26歳）を超過しているが、「勝ち越し延長」で残留している。 八一曰く「奨励会で一番お世話になった人」で、関西将棋会館でのルールは全て鏡州に教わったという。八一以外にも、創多や銀子など、彼を慕う奨励会員は多い。長年奨励会にいる関係で、アマチュア棋戦にも多く関わっており、天衣の父親とも親しかった。天衣に贈られた天衣の父親の書体の駒は、鏡州が苦労して集めた生前の手書きの棋譜から書体を起こしたものである。
椚 創多（くぬぎ そうた）
第6巻時点で11歳（小学5年生）。第4巻では奨励会初段、6巻では二段、7巻では三段。奈良県生駒市出身。将棋以外の様々な才能に恵まれていたが、故に、才能についていけなくなった周囲の人が離れ孤独になってしまっていた。将棋でもネット将棋では「ソフトを利用している」と疑われ、アカウント停止にされてしまう。ならば直接指すしかないと訪れた将棋会館で八一と鏡州に出会い、何度自分に敗れても挫けない鏡州に興味を抱き、奨励会入りを決める。
昇段が驚異的に速く、史上5人目の中学生棋士どころか、史上初の小学生棋士になる可能性すらあると言われ、傲岸不遜な天衣をして「化け物」と言わしめた恐るべき才能の持ち主。あいが八一と同居する前に八一のアパートをたまり場にしていた若手の一人で、八一のことを非常に尊敬し慕っている。
年相応に可愛らしい顔つきをしているが、天衣との対局ではそこからは想像できないような毒を吐いたほか、対局前の誘導尋問で、本来ミスとしか思われず警戒される「初手3八金」をただの挑発に見せかけるなど、小学生とは思えない狡猾さを見せる。
12巻にて12歳で四段に昇段し、史上初の小学生棋士となる。デビュー後は途中中学校に進学しながら連勝を重ねる。
辛香 将司（からこ しょうじ）
元奨励会三段。「辛香理論」と呼ばれる、関西奨励会の粘り強さの基礎を築いた人物。生石とは奨励会の同期で、14歳にして三段まで昇段したものの、三段リーグを抜けられず退会した。その後、清掃業者として配属された病院で出会った銀子がプロ棋士を目指して奮闘している姿をテレビで見て、再び将棋への熱意を燃やし、プロへの道を目指すことを決断。その後アマチュア三冠を達成し、奨励会編入試験の資格を得る。銀子が試験官となったその対局に勝利し、再び奨励会三段に復帰した。将棋を愛する思いは非常に強く、勝つ為には露悪的な盤外戦術や星勘定も辞さない。
登龍 花蓮（のぼりょう かれん）
関東所属の女性奨励会員で、5巻では2級、9巻では1級、12巻では初段、14巻では二段、16巻では三段。16巻時点で19歳。一人称は「僕」。八一の視点では「健康的な美少女」である。東京都八丈島出身。女流棋士ではなく奨励会を選んだのは、2歳年下の銀子の後を追ったからである。銀子のことは「空先生」と呼び心から尊敬している一方、女流棋士は「しょせんはアマチュア」と見下している。
坂梨 澄人（さかなし すみと）
関東所属の奨励会三段。25歳。月夜見坂の兄弟子でもある。第62期三段リーグではプロ入りした者と同じ勝ち星を挙げるも、順位の差でプロになれなかった。10巻で開幕した第63期三段リーグでは優先順位一位となり、プロ入り最有力候補として臨む。一方でプロ棋士を目指す道のりに半ば空しさも抱いており、第63期三段リーグで昇段を逃したら、勝ち越し延長をせずに退会する予定である。
神鍋 馬莉愛（かんなべ まりあ）
歩夢の妹。10巻時点で小学5年生。10巻で行われた小学生名人戦の優勝者。猫耳を模した髪型と、兄と同じ独特な喋り方が特徴的。女流棋士に興味はなく、奨励会入りを宣言してプロ棋士を目指している。コンピューターネイティブ世代らしい隙の無い将棋が持ち味で、花立と鹿路庭からは「小学5年生とは思えない完成度の高さ」と評されている。

### その他
雛鶴 亜希奈（ひなつる あきな）
声 - 堀江美都子
あいの母親で、温泉旅館『ひな鶴』の女将。第5巻時点で33歳。あいを八一の内弟子とすることに猛反対し、あいが将棋の修業を続ける条件として「研修会の入会試験で、対局に3連勝する」という厳しい条件を突きつけた。最終的に弟子入りを認めた後も、あいが中学卒業までに女流タイトルを取れなかったら「あいが女流棋士になっていても引退させ、女将としての教育を再開」＋「八一が『ひな鶴』に婿入りして旅館の経営を学ぶ」という条件を出すなど、とにかく『ひな鶴』の経営が第一という姿勢を崩さない人物。
しかしあいが女流棋士として活躍するにつれその考えを徐々に改めていき、あいがタイトル獲得を決めた直後には第2子を妊娠していることが明らかになった。
雛鶴 隆（ひなつる たかし）
声 - 水木一郎
あいの父親。『ひな鶴』では板前を務めている。妻の亜希奈は8歳年下だが、婿養子であることに加え亜希奈の性格のゆえに頭が上がらない。八一にあいを預ける際には「棋士になれなくてもいい。将棋を学んで人生の名人になりなさい」とあいを諭すなど、性格は温和な常識人。
男鹿 ささり（おが ささり）
声 - 伊藤美来
京都出身の元女流棋士（女流初段）で、現在は月光の秘書。第5巻時点で23歳。盲目の月光を補助すべく、連盟会長として処理すべき書類を代わりに処理しているため、将棋界のあらゆる事情に精通しており、付いたあだ名が『裏番長』。月光に恋愛感情を抱いており、月光が盲目なのをいいことにハワイではペアルックを着せたこともあるが、当の月光は「良い相手を探してあげなければなりませんね」と語るなど恋愛相手としては見ていない。
女流棋士デビューは中学1年生とかなり早かったが、学業とプロ棋士の両立がうまく行かず、現役生活わずか6年で引退（引退直前は女流1級）。引退に伴い女流初段となり、そのまま連盟に就職した経緯がある。
夜叉神 弘天（やしゃじん こうてん）
声 - 津田英三
天衣の父方の祖父。元は神戸を拠点にした博徒で、現在は引退しているが多方面に渡り事業を展開する資産家。息子と嫁を交通事故で一度に失い、残された孫の天衣を引き取る。天衣のことは溺愛しているが、それゆえにどうしても甘やかしてしまい、自身も将棋に詳しくないため天衣をどのように指導すべきか分からず、紆余曲折を経て八一に天衣を託すことになる。
池田 晶（いけだ あきら）
声 - 諏訪彩花
天衣のお付の女性。第2巻時点で20歳。基本的にいつも黒スーツ姿で、天衣の外出時にはほぼ必ず同行する。登場当初は将棋の駒の動かし方を覚えられなかった。特に銀の動きが覚えられず、作中でも幼稚園児相手に銀を真後ろに動かして反則負けを喫している。
とにかく天衣が第一という姿勢から、天衣が女流棋士デビューすると本人に内緒で応援団を作っており、関西将棋会館の将棋道場にいる男性陣を勝手に集めていた。15巻では、前述の通り天衣と八一が同居を始めたことで晶もそちらに住み込むことになり、メイド役を担っている。
弘天の経営する会社の社員でもあり、平日昼間など天衣に付き添えない時間はそちらで働いている。特別編では、グループ会社で主にスマホゲームを扱う「YMMオンライン」に勤務しており、八一とともに天衣の幼少期を元ネタとしたゲーム『天衣ドルマスター（仮）』を開発したが、天衣のダメ出しでリリース前にお蔵入りとなってしまった。
生石 飛鳥（おいし あすか）
声 - 篠田みなみ
生石充の娘で、家業の銭湯を手伝っている。第3巻時点で17歳。八一と同年齢のため、幼女以外で八一が敬語を使わない、作中で数少ない女性の一人。普段は体操着で、前髪で目が隠れている。巨乳。引っ込み思案な性格なのか無口だが、男女混浴の年齢基準に話がおよぶと饒舌になるという一面もある。『ゴキゲンの湯』で入浴中の八一に将棋の教えを乞うたときには、背中を流すという大胆な行動に出る。
父と同様に将棋に関わる仕事をしたいと志していたが、生石は飛鳥に才能がないと判断したため、飛鳥に将棋の勉強をさせなかった。しかし『ゴキゲンの湯』の客たちから密かに中飛車について学んでおり、父に自分の願いを打ち明けたところ、八一と一緒に振り飛車の修行をしているあいに将棋で勝ったら許すと言われる。あいとの対局では中飛車に対する自分の情熱を表現する熱い戦いを見せ、あいがまだ振り飛車に慣れていないこともあったが勝利を収め、父から将棋の勉強をすることを認められた。
本因坊 秀埋（ほんいんぼう しゅうまい）
囲碁棋士。本名は天辻埋（てんつじ うず）。女性ながら二十代で本因坊のタイトルを獲得しており（「本因坊秀埋」は本因坊としての雅号）、『シューマイ先生』の愛称で人気があるが、一方で非常に酒乱で、酔うと放送禁止用語を連発する困った一面がある。泥酔時は奇矯な言動が目立ち、中国の国家主席との面会で卑猥な質問を連発する、酒瓶片手に関西将棋連盟の催事に乱入してつまみ出される、八一と銀子に対し男女関係についての持論を放言し衝撃を与えるなど、作中でも問題行動が多い。
将棋盤や碁盤を作る職人（盤師）でもあり、盤に線を引く際に日本刀を用いる「太刀盛り」と呼ばれる技法の使い手。普段は「テレビ棋戦の対局中ですら酔ったまま」というぐらい常時酒を飲んでいるが、太刀盛りを行うときだけはさすがに酒を抜く。
酒を飲んでいないときは上品な淑女で、言葉遣いも丁寧であるが、泥酔時の自身の言動についての記憶も忘れるらしく、上記の主張を八一に問われたときは「バカバカしい」とあっさり否定しており、外ならぬ自分の発言であることを全く覚えていなかった。
竹内 美羽（たけうち みはね）
声 - 原田彩楓
あいと澪のクラスメートで、原作では苗字は不明。小学生ながらませた考えの持ち主で、クラス内では発言力がある。「男はみんな子供」と断言し、自身も大学生の家庭教師と交際していると主張するが、実際にはその相手はただの家庭教師でしかなく、完全に子ども扱いされている。
鬼沢 談（おにざわ だん）
官能小説作家。SM小説の巨匠で、アマチュア棋士でもある。元は小学校の教員だったが、作家として成功してからは愛棋家として棋士や奨励会員を支援しており、頻繁に指導対局を依頼している。そのため、駒落ち将棋の下手として長年経験を積んでおり、「上手殺しの鬼」と呼ばれている。指導対局のため自邸に八一とあいを招き、あいの才能を高く評価するも、成長のためにはライバルの存在が必要だと八一に指摘する。天衣の祖父・弘天とも親交がある。
明石 圭（あかし きよし）
銀子の主治医で、彼女に将棋を教えた人物でもある。元奨励会員で、生石や辛香とは同期だった。棋力は高く、奨励会員の中でも一目置かれていたが、生石の棋力を近くで見続けてきた彼は、いつか自分は生石に届かなくなると悟り、三段に昇段してすぐに奨励会を退会。その後、大学医学部に入学し、医師となった。
主治医となってすぐに銀子の病状を見た明石は、彼女の心身面での成長に最適なのは将棋と判断し、一通りのルール指導と対局を行った後、予てより面識があった清滝に彼女を引き合わせ、内弟子とする仲介を果たした。
峰（みね）
将棋連盟で働く職員で、第63期三段リーグの後、定年退職予定。元奨励会員で、清滝が弟子達に語った「錯乱して窓から飛び降り足を骨折した奨励会員」とは彼のこと。
奨励会退会後も将棋への思いを捨てきれず、職員として働く道を選んだ。同じ道に入った仲間達がプロ棋士らの活躍を見て心が折れて辞めていく中、一人残って、退会した奨励会員が去っていくのを含め、八一や銀子ら多くの奨励会員を見届けている。手合係として小さな子供との対局もこなしており、八一や銀子ら多くの子供達から「校長先生」と慕われていた。そんな自分の過去が奨励会員の足枷にならないように、その過去を隠して働いている。
加悦奥 大成（かやおく たいせい）
元棋士で、段位は七段。供御飯万智の師匠でもある。かつての将棋界の表裏をよく知る生き字引のような存在で「老師」とも呼ばれている。
棋士としては大した実績を残せなかったが、将棋棋士としての才能を持つ者を見抜く眼力や作家としての才能には目を見張るものがあり、数多くの観戦記を残して将棋界に貢献したほか、月夜見坂燎の「攻める大天使」や供御飯の「嬲り殺しの万智」といった異名は彼が観戦記を記す過程で生み出し、定着した。また、彼が才能を見出した人物は殆どがプロの棋士になっている。
八一の兄
本名は不明。就職活動がうまくいかず、亜希奈の手回しによって「ひな鶴」に勤務している。「ひな鶴」が東京に支店を出すにあたってその勤務になり、あいのサポートも行っている。
東京大学を卒業した秀才で、大学ではコンピューターの研究をしていた。先輩である天衣の両親に憧れていたが、彼等の死により目標を失い休学・留年する。復帰後は将棋部で学生王座になった。
ブルーノ・レドモンド
将棋連盟の専務理事を務める棋士。段位は九段。鹿路庭珠代の師匠。
「外国人初の棋士」として注目を浴び、順位戦A級まで上り詰めた実績を持つ。

## 制作背景
『のうりん』がアニメ化されていたころ、作者の白鳥は担当編集者に企画を出した。題材に将棋を選んだのは高校時代の同級生である加藤幸男の影響によるものである。その他にも『将棋世界』連載の「関西本部棋士室24時」で、とある奨励会三段が退会に至るまでの顛末を読んだことで「その記事に激しく心を揺り動かされた」ことも大きなきっかけとなっている。
白鳥は「最強の棋士」の物語を構想する中で、歴代最多連勝（神谷広志の28）と、タイトル獲得の最年少記録（屋敷伸之の18歳6カ月）の2つの記録に着目した。ともに約30年間更新されておらず「この2つを破るのは難しいだろう」と考えた白鳥は、現実の少し上、タイトル記録の更新に絞った物語として『りゅうおうのおしごと！』を書き始めた。結果的には当時「教官もの」が流行っていたことから師匠と内弟子の物語となり、「名人と違って、制度上1年で獲得できる」ことが大きいという理由から主人公は竜王に設定された。物語の舞台は2016年11月に放映開始した映画『聖の青春』の影響で大阪となった。また、同じ将棋をテーマにした漫画『三月のライオン』が既に存在していたこともあり、今後将棋ブームが到来した際に、他作品と被らないように意識した結果、現在のようになったという。
白鳥によれば、将棋を調べるにあたって雑誌『将棋世界』や将棋の観戦記録、将棋界の著名人が書いたエッセイなどを参考にしたという。また、農協や将棋界の著名人への取材も行っており、その日に聞いた言葉や見たものをPCに保存し、一定期間後に再度読み直した時に面白いと感じたらそれを採用するという手法を取っている。このような手法をとるのは、見聞きした内容と文字に起こした時のギャップを懸念したことによるものである。
白鳥は当初、本作品の題名を『あいがかり』にするつもりだったが、担当編集者に大反対された。雛鶴あいと夜叉神天衣の名前の読みがいずれも「あい」であるうえ、あいの得意戦法が相掛かりになったのは、その名残である。また、『りゅうおうのおしごと！』という題名は、担当編集者によって名付けられた。

## 反響・評価

### 商業的評価
アニメ化の影響もあり、オリコンの2018年上半期本ランキングではライトノベル部門3位、BOOK☆WALKERの2018年上半期電子書籍総合ランキングでは9位にランクインした。2023年12月時点でシリーズ累計部数は250万部を突破している。

### 批評
日本近代文学研究者の一柳廣孝は師弟や奨励会制度といった将棋界独特の世界を丁寧に描き込んでいることに加えて、対局時における神経戦や盤外の駆け引きの様子まで示されていると称賛している。また、他作品では殆ど描かれてこなかった女流棋士の世界を本作では描いていることも素晴らしい点であるとしている。

### 受賞・ノミネート
『このライトノベルがすごい！』では、2016年版で総合26位（新作部門8位）にランクインし、2017年版・2018年版と文庫部門2連覇を達成。2019年版・2020年版では同部門2位となる。2020年版で発表された「2010年代総合ランキング」でも3位に入り殿堂入りとなった。
2016年7月にはライトノベル史上初となる第28回将棋ペンクラブ大賞で文芸部門優秀賞を受賞した。

### 現実の棋士・藤井聡太の活躍
執筆開始当時、「10代の将棋タイトル保持者」を初めとする同作の設定は「ありえない」と批判されることもあったが、藤井聡太の躍進で「予言書」として注目を集めることになった。第1巻が出た2015年当時、藤井聡太は奨励会の二段で、白鳥も注目していなかった。しかし、藤井が史上最年少の14歳2カ月で中学生棋士になると、いきなり無傷で29連勝するなど、次々と記録を打ち立てていった。同作の主人公・九頭竜も、プロ入り翌年に初タイトルを獲得するが、最初は連敗に苦しむという設定で、白鳥は藤井の活躍については「藤井先生のデビューから土つかずという記録は想像を超えている。フィクションでもそこまで書けません」と語っている。これらの出来事を受け、本作13巻の帯には、「現実に、負けるな。 いま一番、現実に追い抜かれそうな将棋ラノベ最新刊！」という文章が載っている。
藤井が七段のときに、白鳥が彼にインタビューを行っている。
2021年11月12・13日に行われた、第34期竜王戦七番勝負第4局の豊島将之対藤井戦にて藤井が勝利し、棋界最年少記録となる19歳3ヶ月で遂に「竜王」の座を手にした。この時白鳥は自身のTwitterアカウントで、藤井への祝福の言葉とともに「現実に負けました」と述べた。

## 既刊一覧

### 小説
| 巻数    | タイトル                                                                             | 初版第一刷発行日       | 発売日                       | ISBN                   | 備考         |
| ------- | ------------------------------------------------------------------------------------ | ---------------------- | ---------------------------- | ---------------------- | ------------ |
| 1       | りゅうおうのおしごと！                                                               | 2015年9月30日          | 2015年9月15日[69]            | 978-4-8401-3488-0      |              |
| 2       | りゅうおうのおしごと！2                                                              | 2016年1月31日          | 2016年1月15日[70][71]        | 978-4-7973-8676-9      |              |
| 2       | りゅうおうのおしごと！2 ドラマCD付き限定特装版                                       |                        | 2016年1月15日[70][71]        | 978-4-7973-8490-1      |              |
| 3       | りゅうおうのおしごと！3                                                              | 2016年5月31日          | 2016年5月14日[72]            | 978-4-7973-8817-6      |              |
| 4       | りゅうおうのおしごと！4                                                              | 2016年9月30日          | 2016年9月15日[73][74]        | 978-4-7973-8818-3      |              |
| 4       | りゅうおうのおしごと！4 ドラマCD付き限定特装版                                       |                        | 2016年9月15日[73][74]        | 978-4-7973-8819-0      |              |
| 5       | りゅうおうのおしごと！5                                                              | 2017年2月28日          | 2017年2月15日[75][76]        | 978-4-7973-9009-4      |              |
| 5       | りゅうおうのおしごと！5 小冊子付き限定版                                             |                        | 2017年2月15日[75][76]        | 978-4-7973-9010-0      |              |
| 6       | りゅうおうのおしごと！6                                                              | 2017年7月31日          | 2017年7月15日[77][78]        | 978-4-7973-9189-3      |              |
| 6       | りゅうおうのおしごと！6 ドラマCD付き限定特装版                                       |                        | 2017年7月15日[77][78]        | 978-4-7973-9190-9      |              |
| 7       | りゅうおうのおしごと！7                                                              | 2018年1月31日          | 2018年1月15日[79][80]        | 978-4-7973-9550-1      |              |
| 7       | りゅうおうのおしごと！7 ドラマCD付き限定特装版                                       |                        | 2018年1月15日[79][80]        | 978-4-7973-9429-0      |              |
| 8       | りゅうおうのおしごと！8                                                              | 2018年3月31日          | 2018年3月15日[81]            | 978-4-7973-9592-1      |              |
| 9       | りゅうおうのおしごと！9                                                              | 2018年8月31日          | 2018年8月10日[82][83]        | 978-4-7973-9627-0      |              |
| 9       | りゅうおうのおしごと！9 ドラマCD付き限定特装版                                       |                        | 2018年8月10日[82][83]        | 978-4-7973-9626-3      |              |
| 10      | りゅうおうのおしごと！10                                                             | 2019年2月28日          | 2019年2月15日[84][85]        | 978-4-8156-0101-0      |              |
| 10      | りゅうおうのおしごと！10 小冊子付き限定版                                            |                        | 2019年2月15日[84][85]        | 978-4-8156-0102-7      |              |
| 11      | りゅうおうのおしごと！11                                                             | 2019年8月31日          | 2019年8月9日[86][87]         | 978-4-8156-0378-6      |              |
| 11      | りゅうおうのおしごと！11 ドラマCD付き限定特装版                                      |                        | 2019年8月9日[86][87]         | 978-4-8156-0296-3      |              |
| 12      | りゅうおうのおしごと！12                                                             | 2020年2月29日          | 2020年2月14日[88][89]        | 978-4-8156-0533-9      |              |
| 12      | りゅうおうのおしごと！12 小冊子付き限定版                                            |                        | 2020年2月14日[88][89]        | 978-4-8156-0494-3      |              |
| 13      | りゅうおうのおしごと！13                                                             | 2020年8月31日          | 2020年8月6日[90]             | 978-4-8156-0644-2      |              |
| 14      | りゅうおうのおしごと！14                                                             | 2021年2月28日          | 2021年2月10日[91][92][93]    | 978-4-8156-0661-9      |              |
| 14      | りゅうおうのおしごと！14 ドラマCD付き特装版                                          |                        | 2021年2月10日[91][92][93]    | 978-4-8156-0660-2      |              |
| 14      | りゅうおうのおしごと！14 ドラマCD&抱き枕カバー付き特装版                             |                        | 2021年2月10日[91][92][93]    | 978-4-8156-0788-3      |              |
| 15      | りゅうおうのおしごと！15                                                             | 2021年9月30日          | 2021年9月14日[94][95]        | 978-4-8156-1094-4      |              |
| 15      | りゅうおうのおしごと！15 小冊子付き特装版                                            | 2021年9月30日          | 2021年9月14日[94][95]        | 978-4-8156-1093-7      |              |
| 15.5    | りゅうおうのおしごと！15.5 〜髪を切った理由〜                                        | 2022年1月15日[注釈 16] | 2021年12月17日[96]           | 978-4-8156-1469-0      | 電子書籍限定 |
| 16      | りゅうおうのおしごと！16                                                             | 2022年4月30日          | 2022年4月14日[97][98]        | 978-4-8156-1502-4      |              |
| 16      | りゅうおうのおしごと！16 画集付き特装版                                              | 2022年4月30日          | 2022年4月14日[97][98]        | 978-4-8156-1503-1      |              |
| 16.5    | りゅうおうのおしごと！16.5 〜あねでしのおしごと！〜                                  | 2022年12月31日         | 2022年12月15日[99][100]      | 978-4-8156-1850-6      | 電子書籍限定 |
| 17      | りゅうおうのおしごと！17                                                             | 2022年12月31日         | 2022年12月15日[99][100]      | 978-4-8156-1790-5      |              |
| 17.5    | りゅうおうのおしごと！17.5 〜天ちゃんのおしごと！〜                                  | 2023年8月15日[注釈 16] | 2023年7月14日[101][102]      | 978-4-8156-2242-8      | 電子書籍限定 |
| 18      | りゅうおうのおしごと！18                                                             | 2023年7月31日          | 2023年7月14日[101][102]      | 978-4-8156-2243-5      |              |
| 短編集  | りゅうおうのおしごと！盤外編1                                                        | 2023年12月31日         | 2023年12月15日[103]          | 978-4-8156-2353-1      |              |
| 19      | りゅうおうのおしごと！19                                                             | 2024年6月30日          | 2024年6月15日[104]           | 978-4-8156-2586-3      |              |
| 短編集2 | りゅうおうのおしごと！盤外編2                                                        | 2024年9月30日          | 2024年9月14日[105]           | 978-4-8156-2587-0      |              |
| 短編集3 | りゅうおうのおしごと！盤外編3                                                        | 2025年1月31日          | 2025年1月12日[106]           | 978-4-8156-2588-7      |              |
| 20      | りゅうおうのおしごと！20                                                             | 2025年7月31日          | 2025年7月12日[107][108][109] | 978-4-8156-2698-3      |              |
| 20      | りゅうおうのおしごと！20 電子限定版収録文庫付き特装版                                |                        | 2025年7月12日[107][108][109] | ISBN 978-4-8156-2699-0 |              |
| 20      | りゅうおうのおしごと！20 電子限定版収録文庫&対局室風ディスプレイセット付き豪華特装版 |                        | 2025年7月12日[107][108][109] | ISBN 978-4-8156-2700-3 |              |

### 漫画
『ヤングガンガン』（スクウェア・エニックス）2015年20号 - 2019年16号にかけて、コミカライズ版が連載された。
概ね原作の1 - 5巻までの内容を漫画化しているが、一部独自展開の部分もある。
| 巻数 | タイトル                     | 初版発行（発売日）          | ISBN              |
| ---- | ---------------------------- | --------------------------- | ----------------- |
| 1    | りゅうおうのおしごと！（1）  | 2016年1月13日（同日[110]）  | 978-4-7575-4856-5 |
| 2    | りゅうおうのおしごと！（2）  | 2016年5月12日（同日[111]）  | 978-4-7575-4992-0 |
| 3    | りゅうおうのおしごと！（3）  | 2016年9月13日（同日[112]）  | 978-4-7575-5071-1 |
| 4    | りゅうおうのおしごと！（4）  | 2017年2月13日（同日[113]）  | 978-4-7575-5243-2 |
| 5    | りゅうおうのおしごと！（5）  | 2017年7月13日（同日[114]）  | 978-4-7575-5400-9 |
| 6    | りゅうおうのおしごと！（6）  | 2017年12月25日（同日[115]） | 978-4-7575-5562-4 |
| 7    | りゅうおうのおしごと！（7）  | 2018年3月13日（同日[116]）  | 978-4-7575-5652-2 |
| 8    | りゅうおうのおしごと！（8）  | 2018年8月8日（同日[117]）   | 978-4-7575-5802-1 |
| 9    | りゅうおうのおしごと！（9）  | 2019年2月13日（同日[118]）  | 978-4-7575-6006-2 |
| 10   | りゅうおうのおしごと！（10） | 2019年8月9日（同日[119]）   | 978-4-7575-6244-8 |

### 外国語版
中国語版
台湾の東立出版社が2016年6月より『龍王的工作！』の題名で中国語版を出版している。2022年11月現在原作は第15巻まで発売されているほか、漫画版も第7巻が刊行されている。
韓国語版
韓国では『용왕이 하는 일!』（竜王がする仕事）の題名で、ノベルエンジンが2017年5月より韓国語版を出版している。
英語版
KADOKAWA系の電子書籍サービス『BOOK☆WALKER』の英語版サイト『BookWalker Global』が、2017年7月に英語版の独占出版権を獲得したことを発表した。
英語版のタイトルは『The Ryuo’s Work is Never Done!』で、2017年10月25日に第1巻が発売された。
タイ語版
2017年12月に発売がアナウンスされ、2018年3月に第1巻が発売された。

## テレビアニメ
2017年7月11日にテレビアニメ化されることが報じられ、2018年1月から同年3月まで放送された。原作第5巻までのエピソードがアニメ化されている。
なお、原作の白鳥は2017年に結婚していたが、本作品のテレビアニメ化に集中したいため、妻には2018年5月12日まで挙式や発表を待ってもらっていたという。

### スタッフ
- 原作 - 白鳥士郎[125]
- キャラクター原案 - しらび[125]
- 監督 - 柳伸亮[125]
- シリーズ構成 - 志茂文彦[125]
- キャラクターデザイン - 矢野茜[125]
- プロップデザイン - 北山景子[15]
- アクション監修 - 松原一之
- 美術監督 - 里見篤[125]
- 美術設定 - 袈裟丸絵美[15]
- 色彩設計 - 鈴木ようこ[15]
- CGラインディレクター - 斎藤威志[15]
- 撮影監督 - 川田哲矢[125]
- 編集 - 渡邊千波[15]
- 音響監督 - 本山哲[125]
- 音響制作 - マジックカプセル[15]
- 音楽 - 川井憲次[125]
- 音楽制作 - 日本コロムビア[125]
- 音楽プロデューサー -  穴井健太郎[15]
- チーフプロデューサー - 八木仁[15]、宮崎誠司[15]、轟豊太[15]
- プロデューサー - 山崎史紀[15]、佐藤文和[15]、飯塚彩[15]、塩谷佳之[15]、小澤文啓[15]、大森慎司[15]、國光聡一郎[15]
- アニメーションプロデューサー - 糀谷智司[15]
- プロデュース - DREAM SHIFT[15]
- アニメーション制作 - project No.9[125]
- アニメ将棋監修 - 野月浩貴[128]
- 製作 - りゅうおうのおしごと！製作委員会[125]

### 主題歌
「コレカラ」
Machicoによるオープニングテーマ。作詞は森由里子、作曲・編曲は馬渕直純。
第1話・第12話ではエンディング位置で使用。第3話ではオープニングとエンディングで使用。
エンディングテーマ
いずれも金子麻友美作詞・作曲、水口浩次編曲、伊藤美来歌唱による。
「守りたいもののために」
第2話、第4話〜第6話、第8話〜第11話で使用。
「あの日の夢」
第7話で使用。

### 各話リスト
| 話数     | サブタイトル       | シナリオ | 絵コンテ         | 演出         | 作画監督 | 総作画監督          |
| -------- | ------------------ | -------- | ---------------- | ------------ | --- | ------------------- |
| 第一局   | 押しかけ弟子       | 志茂文彦 | 柳伸亮           | 朝倉カイト   | 一ノ瀬結梨 谷口元浩                                                                                              | 矢野茜              |
| 第二局   | 弟子のいる日常     | 志茂文彦 | 朝倉カイト       | 篠崎康行     | 谷口元浩 桜井正明 服部憲知 山口保則 藤澤俊幸                                                                     | 谷口元浩            |
| 第三局   | 研修会試験         | 金子祐介 | おくむらよしあき | 伊藤浩       | 栗原学 服部憲知 酒井kei 舛舘俊秀 亀山千夏 能海知佳 島崎望                                                        | 矢野茜              |
| 第四局   | もう一人のあい     | 志茂文彦 | 島津裕行         | 松本マサユキ | 谷口元浩 藤澤俊幸 谷口繁則 森出剛                                                                                | 谷口元浩            |
| 第五局   | 天衣無縫           | 志茂文彦 | 朝倉カイト       | しぎのあきら | 園田高明 渡辺奏 一ノ瀬友梨 池田竜也 松岡秀明 河原久美                                                            | 矢野茜              |
| 第六局   | オールラウンダー   | 志茂文彦 | 福島利規         | 篠崎康行     | 谷口元浩 野村雅史 佐藤愛架 阿部安佳里 船道愛子 ひのたかふみ 山口保則 園田高明 藤澤俊幸 森出剛                    | 谷口元浩            |
| 第七局   | 十才のわたしへ     | 志茂文彦 | 朝倉カイト       | 朝倉カイト   | 後藤望 服部憲知 原田幸枝 劉雲留 林隆祥 藤田正幸 松岡秀明 堀光明 森悦史 横井将史 小澤和則（アクション）           | 矢野茜              |
| 第八局   | はじめての大会     | 志茂文彦 | 島津裕行         | しぎのあきら | 佐藤弘明 和田賢人 渡邉一平太 谷口繁則                                                                            | 谷口元浩 一ノ瀬結梨 |
| 第九局   | 八月一日           | 杉澤悟   | 佐藤篤志         | 佐藤篤志     | 藤澤俊幸 向川原憲 渡辺奏 那須野文 園田高明 船道愛子 藤田正幸 近藤雄一                                            | 矢野茜 谷口元浩     |
| 第十局   | スピニングドラゴン | 志茂文彦 | いわたかずや     | 羽多野浩平   | 池田有 戸倉紀元 小橋陽介 藤澤俊幸 船道愛子 山口康則 森出剛 園田高明 久利弘志 川尻冬芽 北山景子 市ノ瀬結梨        | 矢野茜 谷口元浩     |
| 第十一局 | 寿                 | 志茂文彦 | おくむらよしあき | 佐々木純人   | 冨田佳亨 今泉竜太 谷口繁則 佐藤弘明 渡辺一平太 野村美織 高橋宏郁                                                 | 谷口元浩 一ノ瀬結梨 |
| 第十二局 | 最後の審判         | 志茂文彦 | 朝倉カイト       | 松本マサユキ | ひのたかふみ 武田薫 河原久美子 青木真理子 森出剛 山口康則 堀光明 北山景子 森悦司 園田高明 林隆弘 横井将史 大野勉 | 矢野茜              |

### 放送局
| 放送期間               | 放送時間                     | 放送局     | 対象地域 | 備考                                   |
| ---------------------- | ---------------------------- | ---------- | -------- | -------------------------------------- |
| 2018年1月8日 - 3月26日 | 月曜 22:00 - 22:30           | AT-X       | 日本全域 | 製作参加 / CS放送 / リピート放送あり   |
| 2018年1月9日 - 3月27日 | 火曜 0:30 - 1:00（月曜深夜） | TOKYO MX   | 東京都   | 製作参加                               |
|                        |                              | KBS京都    | 京都府   |                                        |
|                        |                              | サンテレビ | 兵庫県   |                                        |
|                        |                              | BSフジ     | 日本全域 | 製作参加 / BS放送 / 『アニメギルド』枠 |
|                        | 火曜 0:35 - 1:05（月曜深夜） | 三重テレビ | 三重県   |                                        |

| 配信開始日    | 配信時間                       | 配信サイト |
| ------------- | ------------------------------ | --- |
| 2018年1月9日  | 火曜 0:30 - 1:00（月曜深夜）   | AbemaTV |
| 2018年1月10日 | 水曜 12:00 更新                | dアニメストア アニメ放題 U-NEXT ニコニコ動画 ビデオマーケット GYAO! フジテレビオンデマンド Rakuten TV ムービーフルPlus |
|               | 水曜 23:00 - 23:30             | ニコニコ生放送 |
| 2018年1月11日 | 水曜 12:00（第1話は木曜） 更新 | バンダイチャンネル |
|               | 木曜 0:00 更新                 | ビデオパス J:COMオンデマンド                                                                                           |
| 2018年1月17日 | 水曜 12:00 更新                | HAPPY!動画 |

### BD
| 巻 | 発売日        | 収録話          | 規格品番  |
| -- | ------------- | --------------- | --------- |
| 1  | 2018年3月28日 | 第1話 - 第3話   | COXC-1221 |
| 2  | 2018年4月25日 | 第4話 - 第6話   | COXC-1222 |
| 3  | 2018年5月30日 | 第7話 - 第9話   | COXC-1223 |
| 4  | 2018年6月27日 | 第10話 - 第12話 | COXC-1224 |

### 関連番組

#### ラジオ

##### Webラジオ
Webラジオ番組『りゅうおうのおしごと！〜ラジオ研究会〜』が、2015年11月9日から2016年9月6日までYouTubeGA文庫チャンネルおよびニコニコ動画GA文庫チャンネルにて配信された。パーソナリティのメンバーは回によって異なる。
| 回    | 配信日         | パーソナリティ                           |
| ----- | -------------- | ---------------------------------------- |
| 第1局 | 2015年11月9日  | 内田雄馬、日高里菜、金元寿子             |
| 第2局 | 2015年12月29日 | 日高里菜、久保ユリカ、橋本ちなみ、小倉唯 |
| 第3局 | 2016年7月8日   | 内田雄馬、日高里菜、佐倉綾音             |
| 第4局 | 2016年9月6日   | 日高里菜、久保ユリカ、橋本ちなみ、小倉唯 |

##### 地上波ラジオ
ラジオ番組『内田雄馬と日高里菜のラジオでもりゅうおうのおしごと!』が、2018年1月5日から3月30日までラジオ大阪にて毎週金曜22時30分に放送された。パーソナリティは内田雄馬と日高里菜。
| ラジオ大阪 金曜 22:30 - 23:00                          | ラジオ大阪 金曜 22:30 - 23:00                                                | ラジオ大阪 金曜 22:30 - 23:00     |
| 前番組                                                 | 番組名                                                                       | 次番組                            |
| ------------------------------------------------------ | ---------------------------------------------------------------------------- | --------------------------------- |
| 美男高校地球防衛部LOVE！LOVE！LOVE！☆Radio☆The☆VEPPer☆ | 内田雄馬と日高里菜のラジオでもりゅうおうのおしごと! (2018年1月5日 - 3月30日) | News Tonight いいおとな ※30分延長 |

#### テレビ番組
将棋バラエティー番組『りゅうおうのおしごと！〜かんそうせん〜』が、同年1月9日よりTOKYO MXにて毎週火曜1時（月曜深夜）に放送された。MCは日高里菜、解説は日本将棋連盟所属の女流棋士、香川愛生が担当する。AT-Xでも初回放送以外で放送される。BDには、映像特典として『りゅうおうのおしごと！ 〜かんそうせん〜完全版』が各巻3話づつ収録されている。
| 話数   | 今回のテーマ                                        |
| ------ | --------------------------------------------------- |
| 第1話  | 「竜王」について学ぶ                                |
| 第2話  | 「将棋盤・駒」について学ぶ                          |
| 第3話  | 東京・将棋会館をリポート                            |
| 第4話  | 日高里菜×女流棋士・香川愛生のクロストーク           |
| 第5話  | 将棋のタイトルについて                              |
| 第6話  | 将棋の戦法について                                  |
| 第7話  | 将棋の戦法について(2)                               |
| 第8話  | これを知っていたら将棋通 〜将棋用語について〜       |
| 第9話  | 東京・将棋会館をリポート Part.2                     |
| 第10話 | ゴロゴロ将棋 対局                                   |
| 第11話 | 将棋界ゆかりの鳩森八幡神社にお参り                  |
| 第12話 | 「りゅうおうのおしごと!〜かんそうせん〜」を振り返る |

## CD

### イメージソングCD
- りゅうおうのおしごと〜音盤戦五番勝負〜（制作：MOSAIC.WAV、2017年2月15日発売）
  - 収録内容
    - Over The Top（楽曲制作：yksb・Iygo(VerAll)・大川みずき・MOSAIC.WAV、ボーカル：み〜こ）
    - あいさえあれば☆盤上没我（楽曲制作：yksb・MOSAIC.WAV、ボーカル:み〜こ）
    - 天衣無縫 GROWING UP（楽曲制作：yksb・まふまふ・MOSAIC.WAV、ボーカル:み〜こ）
    - Shirayuki（楽曲制作：yksb・MOSAIC.WAV、ボーカル:み〜こ）
    - かしまし?うるわし!JS研☆（楽曲制作：狐夢想(COOL&CREATE)・ARM(IOSYS)、ボーカル:み〜こ）

### サウンドトラック
- りゅうおうのおしごと!  オリジナル・サウンドトラック 2018年3月27日発売

### ソングコレクション
- りゅうおうのおしごと! ソング・コレクション 2020年11月24日発売

## ゲーム

### 体感型ゲーム
りゅうおうのおしごと！〜秋葉原謎人戦！〜
秋葉原周辺を開催地に謎解きイベントとしてよだかのレコードの謎制作により2017年2月10日から2月19日にかけて開催。

### コンシューマーゲーム
りゅうおうのおしごと！
PlayStation 4/Nintendo Switch用ゲームソフトとしてエンターグラムより2020年12月17日発売。ジャンルは「将棋が学べるADV+将棋」。発売に際し、シルバースタージャパンの将棋ソフト『香川愛生とふたりで将棋』とのコラボレーション企画が行われた。